# Saúde (São Paulo)

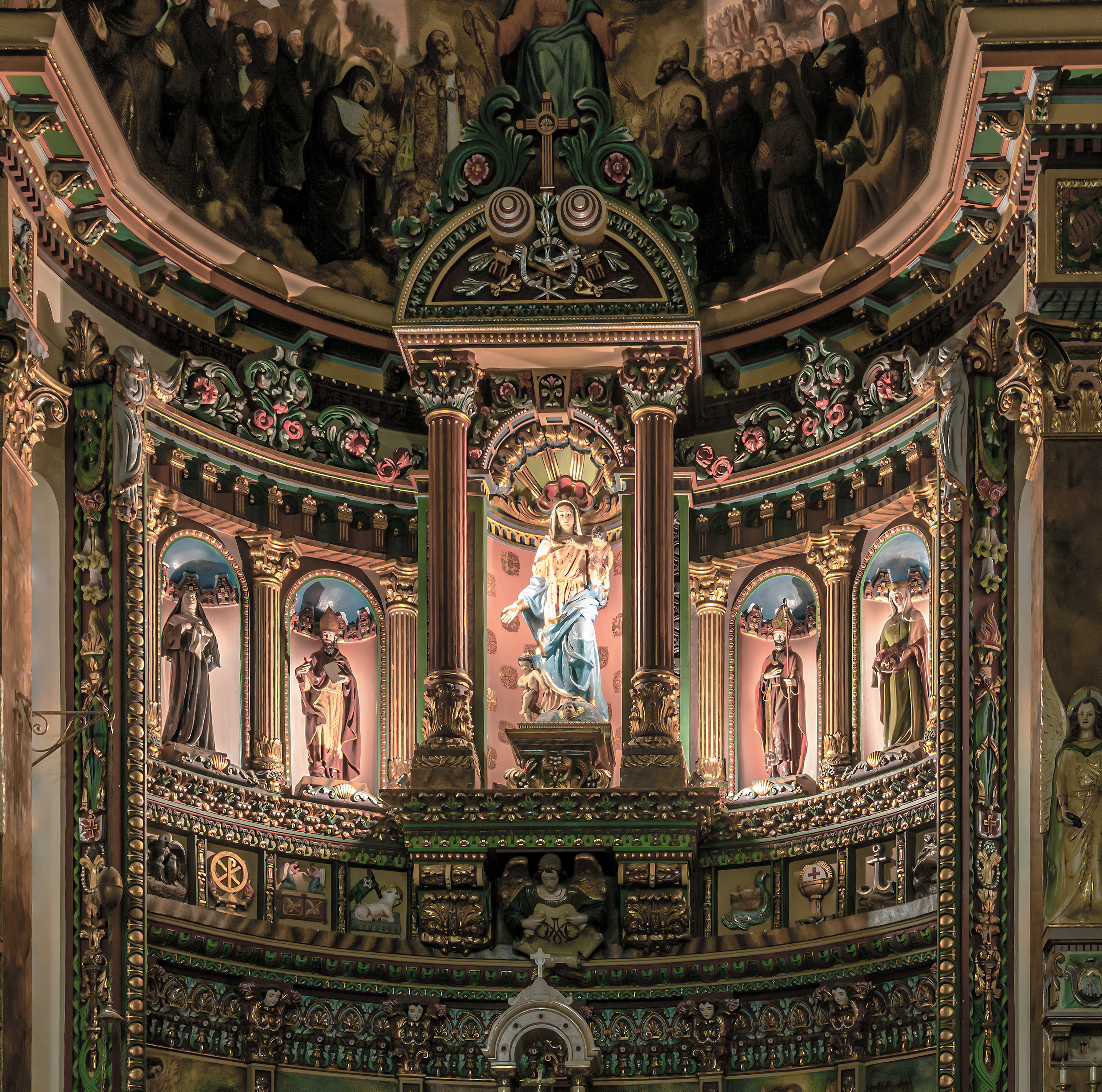
Die Kirche Nossa Senhora da Saúde

Saúde ist ein Distrikt (distrito) in der Unterpräfektur (subprefeitura) Vila Mariana der brasilianischen Stadt São Paulo und umfasst die Viertel (bairros) Chácara Inglesa, Bosque da Saúde, Mirandópolis, Vila Clementino, Planalto Paulista, Vila Monte Alegre, Vila São Pedro, Vila Cruzeiro do Sul, Indianópolis, Parque do Estado und Vila Império.
Koordinaten: 23° 37′ S, 46° 38′ W